# سیارک ۱۲۴۱۵
سیارک ۱۲۴۱۵ (به انگلیسی: 12415 Wakatatakayo، نامگذاری:1995SW52) دوازده هزار و چهارصد و پانزدهمین سیارک کشف شده‌است که در ۲۲ سپتامبر ۱۹۹۵ کشف شد.
قدر مطلق سیارک برابر ۲۲.۴ است.